# Wolf-Heimo Grieben
Wolf-Heimo Grieben (* 1971) ist ein deutscher Ökonom.

## Leben
Er erwarb 1998 das Diplom in Wirtschaftswissenschaften an der Universität Saarbrücken. Er war von 1998 bis 2002 Lehr- und Forschungsassistent am Lehrstuhl für Makroökonomie und Internationale Ökonomie (Michael Frenkel) an der WHU – Otto Beisheim School of Management. Nach der Promotion 2002 (Dr. rer. pol.) an der WHU – Otto Beisheim School of Management hatte er von 2002 bis 2004 eine Postdoc-Stelle an der TU Dortmund. Von 2005 bis 2011 war er Juniorprofessor an der Universität Konstanz. Von 2010 bis 2011 vertrat er die Professur für „Angewandte Volkswirtschaftslehre“ an der Universität Mannheim. Von 2012 bis 2013 vertrat er die Professur für „Internationale Makroökonomie“ an der Universität Würzburg. Seit 2013 lehrt er als Professor für „Wirtschaftliches Wachstum und Entwicklung“ an der Universität Halle-Wittenberg.
Seine Forschungsschwerpunkte sind endogene Wachstumstheorie, Handel und Globalisierung, Arbeitsmärkte. Seit 2021 ist er Mitglied im Netzwerk Wissenschaftsfreiheit.

## Schriften (Auswahl)
- Trade and technology as competing explanations for rising inequality. An endogenous growth perspective. Frankfurt am Main 2003, ISBN 0-8204-6435-X.
- mit Fuat Şener: Labor unions, globalization, and mercantilism. München 2009.
- mit Fuat Şener: North-south trade, unemployment and growth. What's the role of labor unions?. Halle 2013.
- mit Fuat Şener und Elias Dinopoulos: The conundrum of recovery policies: growth or jobs?. Halle 2014.